# Екологична валентност
Вижте пояснителната страница за други значения на Валентност.
Екологична валентност е способността на организмите да съществуват при определени колебания на един фактор. Видове с широка екологична валентност се наричат еврибионтни, а с ниска - стенобионтни.